# Discipline (альбом King Crimson)
Discipline — восьмий студійний альбом британського гурту King Crimson напрямку прогресивний рок, який вийшов 22 вересня 1981 року компанією E.G. Records у Великій Британії та Warner Bros. Records в Сполучених Штатах. Перший альбом King Crimson після семирічної перерви.
З попереднього складу гурту залишилися лише співзасновник і гітарист Роберт Фріпп і ударник Білл Бруфорд. До них приєдналися двоє американських музикантів: гітарист, вокаліст і автор слів Адріан Белью та басист і бек-вокаліст Тоні Левін. Альбом представив нове звучання гурту під впливом нової хвилі, постпанку та етнічної музики, зберігаючи при цьому експериментальний характер, допомагаючи закласти основу для того, що згодом стане відомим як пост-прогресивний рок.

У пізніших версіях Discipline був використаний цей дизайн Стіва Болла

Discipline досяг 41-го місця в UK Albums Chart і отримав змішані або позитивні відгуки.
У опитуванні Pazz & Jop, проведеному The Village Voice наприкінці року, критики визнали Discipline 35-м найкращим альбомом 1981 року. 2002 року Pitchfork зазначив, що Discipline вплинув на математичний рок і поставив альбом на 56 місце у своєму списку «100 найкращих альбомів 1980-х».

## Композиції
1. Elephant Talk — 4:43
2. Frame by Frame — 5:09
3. Matte Kudasai — 3:47
4. Indiscipline — 4:33
5. Thela Hun Ginjeet — 6:26
6. The Sheltering Sky — 8:22
7. Discipline — 5:13

## Учасники запису
- Роберт Фріпп — гітара, синтезатор
- Білл Бруфорд — ударні
- Адріан Белью — гітара, вокал
- Тоні Левін — чепмен-стік, бас-гітара